# Lądek-Zdrój (gmina)
Lądek-Zdrój – gmina miejsko-wiejska w Polsce położona w województwie dolnośląskim, we wschodniej części powiatu kłodzkiego i ziemi kłodzkiej. Przed reformą administracyjną Polski z 1999 r. gmina wchodziła w skład województwa wałbrzyskiego. Siedziba gminy znajduje się w Lądku-Zdroju.
Obszar gminy stanowi 7,14% powierzchni powiatu. Według danych z 31 grudnia 2010 gminę zamieszkiwały 8592 osoby. Natomiast według danych z 30 czerwca 2020 roku gminę zamieszkiwało 8171 osób.

## Środowisko naturalne

### Położenie geograficzne
Gmina Lądek-Zdrój położona jest w południowo-zachodniej Polsce, w Sudetach, obejmuje środkową część doliny Białej Lądeckiej oraz częściowo Krowiarki, wchodzące w skład Masywu Śnieżnika i Góry Złote, które stanowią równocześnie wschodnią granicę państwa polskiego.
Na zachodzie gmina Lądek-Zdrój graniczy z gminami: Kłodzko i Bystrzyca Kłodzka, na północny z gminą Złoty Stok w powiecie ząbkowickim, a na południu z gminą Stronie Śląskie.

### Warunki naturalne
Powierzchnię gminy Lądek-Zdrój leżącej w Sudetach Wschodnich tworzy znaczna część Gór Złotych i Krowiarek. Pasmo Gór Złotych tworzy rozległy, zalesiony pas wyniesień w północnej i wschodniej części Gminy. Partie szczytowe tych gór osiągają wysokość bezwzględną w przedziale od 600 do 900 m n.p.m., w tym są to m.in. szczyty: Borówkowa (900 m) – największy szczyt gminy, Kadzielna (827 m), Królówka (782 m), Karpiak (775 m), Trojak (766 m), Wójtowa (740 m), Trzmielak (725 m). Pasmo gór jest rozcinane na poszczególne wyniesienia i wydłużone grzbiety przez liczne głębokie doliny rzeczne oraz przełęcze górskie. Do najważniejszych przełęczy Gór Złotych leżących na terenie Gminy zaliczyć można: Przełęcz Różaniec (583 m n.p.m.), Przełęcz Lądecką (665 m n.p.m.) i Przełęcz Karpowską (753 m n.p.m.).
Pasmo Krowiarek rozciąga się w południowej części gminy, od Stójkowa, przez Kąty Bystrzyckie po Konradów i Trzebieszowice. W granicach gminy położone są m.in. następujące szczyty tego pasma: Wapnisko (799 m), Karczmisko (694 m), Siniak (658 m). W Stójkowie szczytowymi kulminacjami Kuźniczych Gór (Pośrednica – 569 m i Kuźnicza Góra – 507 m) przebiega fragment granicy gmin Lądek Zdrój i Stronie Śląskie.
Pomiędzy pasmem Krowiarek a Górami Złotymi rozpościera się Obniżenie Lądka-Zdroju i Stronia Śląskiego, zawężając swój zasięg w kierunku zachodnim do Doliny Białej Lądeckiej. Osią Obniżenia jest rzeka Biała Lądecka, tworząca wraz ze swoimi dopływami gęstą sieć rzeczną obszaru, zasobną w wody płynące. Na terenie gminy Lądek Zdrój dopływami prawobrzeżnymi rzeki są: Jadwiżanka, Karpowski Potok z Przywrą, Luty Potok (Wądół) z Obszarniczką, Wiosennik, Pląsawa, Orliczka, Jaskiniowiec i Skrzynczana, a lewobrzeżnymi: Rudawka z Czerwonym Potokiem i Konradka z Rudym Potokiem.

### Budowa geologiczna
Charakterystycznym rysem rzeźby terenu zarówno Masywu Śnieżnika, jak i Gór Złotych są powierzchnie zrównań morfologicznych, tworzących wierzchowiny lub łagodnie nachylone spłaszczenia stokowe w trzech wyraźnych poziomach opadających stromymi zboczami, a rozcinane dolinami potoków. Podstawowymi składnikami litograficznymi występującymi na terenie gminy Lądek-Zdrój są granitognejsy i łupki metamorficzne.
Długa historia rozwoju geologicznego i skomplikowana struktura Masywu Śnieżnika i Gór Złotych nie dają jak dotąd podstaw do pełnego i jednoznacznego określenia poszczególnych etapów jego rozwoju.

### Surowce mineralne
Oprócz walorów naturalnego, górskiego krajobrazu Góry Złote wyróżniają się takimi osobliwościami przyrodniczymi, jak: bazaltowe formy skalne na północ od Lądka-Zdroju i Lutyni, gnejsowe formy skalne w masywie Trojaka i Królówki. W rejonie Kątów Bystrzyckich występują łupki grafitowe (o zawartości 0,23–10,9% czystego grafitu), będącego cennym surowcem dla metalurgii.

### Warunki klimatyczne
Warunki klimatyczne w gminie Lądek-Zdrój podobnie jak w innych rejonach należących do Sudetów są zdeterminowane takimi czynnikami jak: wysokość n.p.m. i układ orograficzny. Zbyt mała liczba stacji meteorologicznych oraz brak ciągłości pomiarów w znacznym stopniu utrudniają sporządzenie charakterystyki lokalnego klimatu. Średnie roczne temperatury mierzone w latach 1881–1930 dla Lądka-Zdroju wyniosły 6,5 °C. Opady ściśle związane są z wysokością, ekspozycją stoków i dominującymi kierunkami wiatrów deszczonośnych (NW i W). Roczny opad wynosi w tym rejonie średnio 686 mm.

## Środowisko przyrodnicze

### Roślinność
Flora gminy Lądek-Zdrój wykazuje cechy mieszane między gatunkami karpackimi a zachodniosudeckimi, dlatego też jest zaliczana do florystycznego Okręgu Wschodniosudeckiego. Lasy stanowią przeważające pokrycie terenu Gór Złotych. Na terenie Krowiarek poza lasami i obszarami zurbanizowanymi, liczniej występują tereny bezleśne. Podstawowym gatunkiem lasotwórczym jest obecnie świerk. Nad ciekami wytworzyły się wtórne zespoły ciemiężycy zielonej oraz lepiężnika białego. Z kolei na wilgotnych łąkach, na przełomie maja i czerwca kwitnie pełnik europejski, zwany lokalnie różą kłodzką. Na długości około 25 km pomiędzy Lądkiem-Zdrój a Żelaznem w rzece Biała Lądecka występuje jaskier pędzelkowaty. Roślina ta umieszczona jest w Polskiej Czerwonej Księdze Roślin.
Poza cennymi okazami starodrzewu, które są chronione prawnie jako pomniki przyrody, na terenie miasta
Lądek-Zdrój rośnie wiele cennych, rzadkich gatunków drzew, wyróżniających się swoją wielkością. Skupiają się one głównie w obrębie dzielnicy uzdrowiskowej oraz na jej obrzeżu. Ciekawą formę roślinności stanowią lądeckie parki miejskie, których początki sięgają XVII wieku.

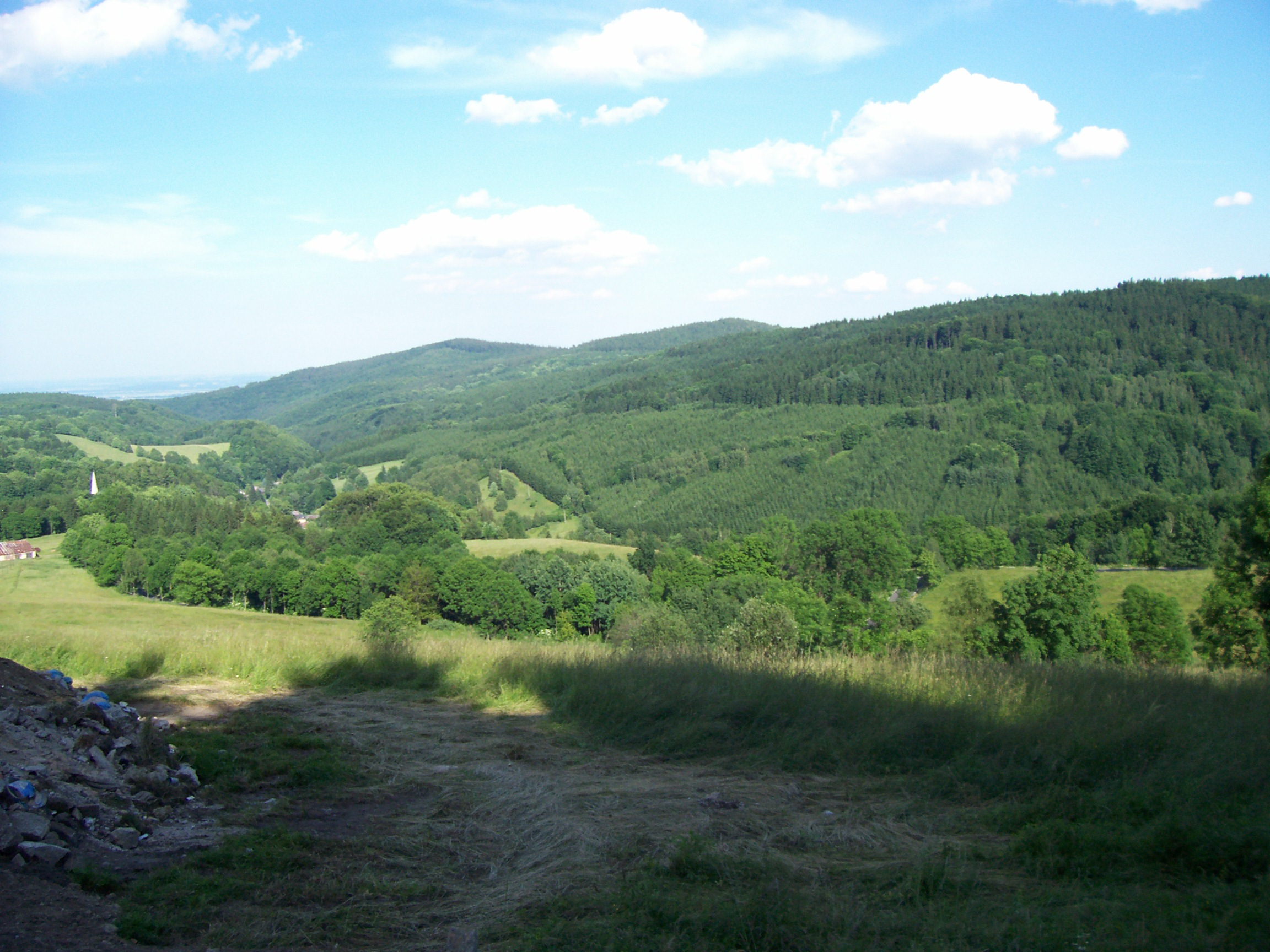
Widok z Przełęczy Lądeckiej na Czechy
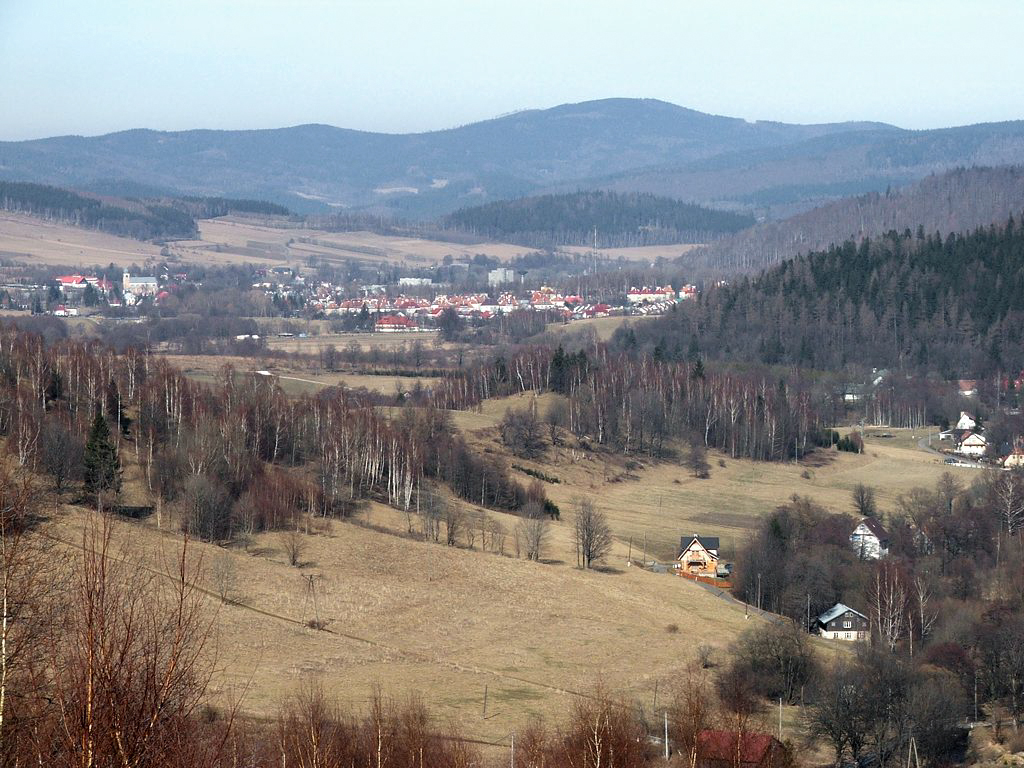
Borówkowa ponad Lądkiem-Zdrojem
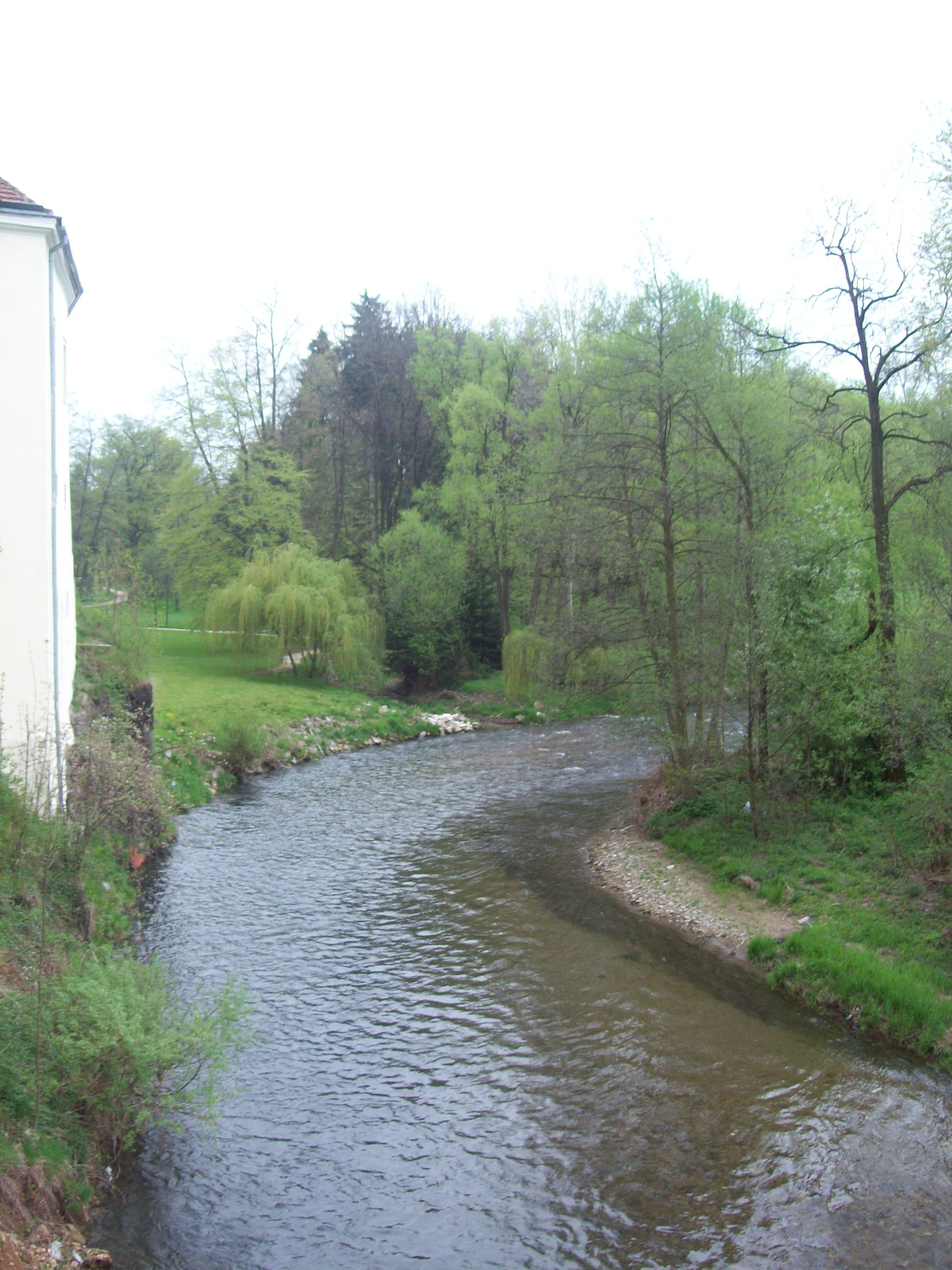
Biała Lądecka w Trzebieszowicach
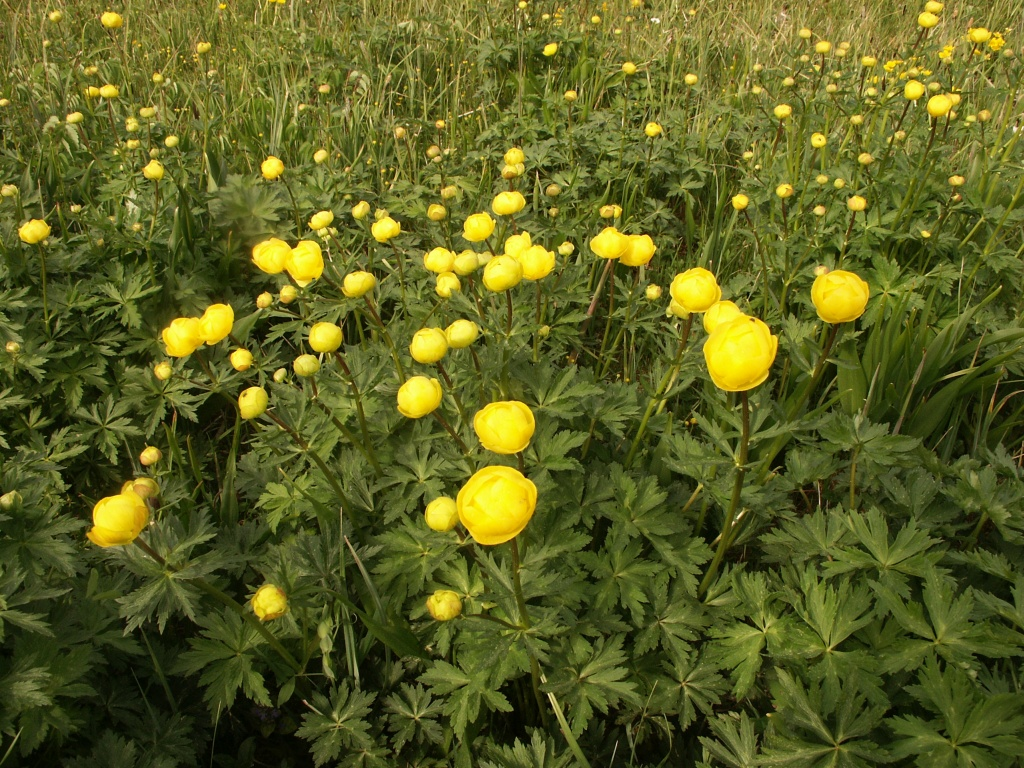
Kwitnąca Róża kłodzka
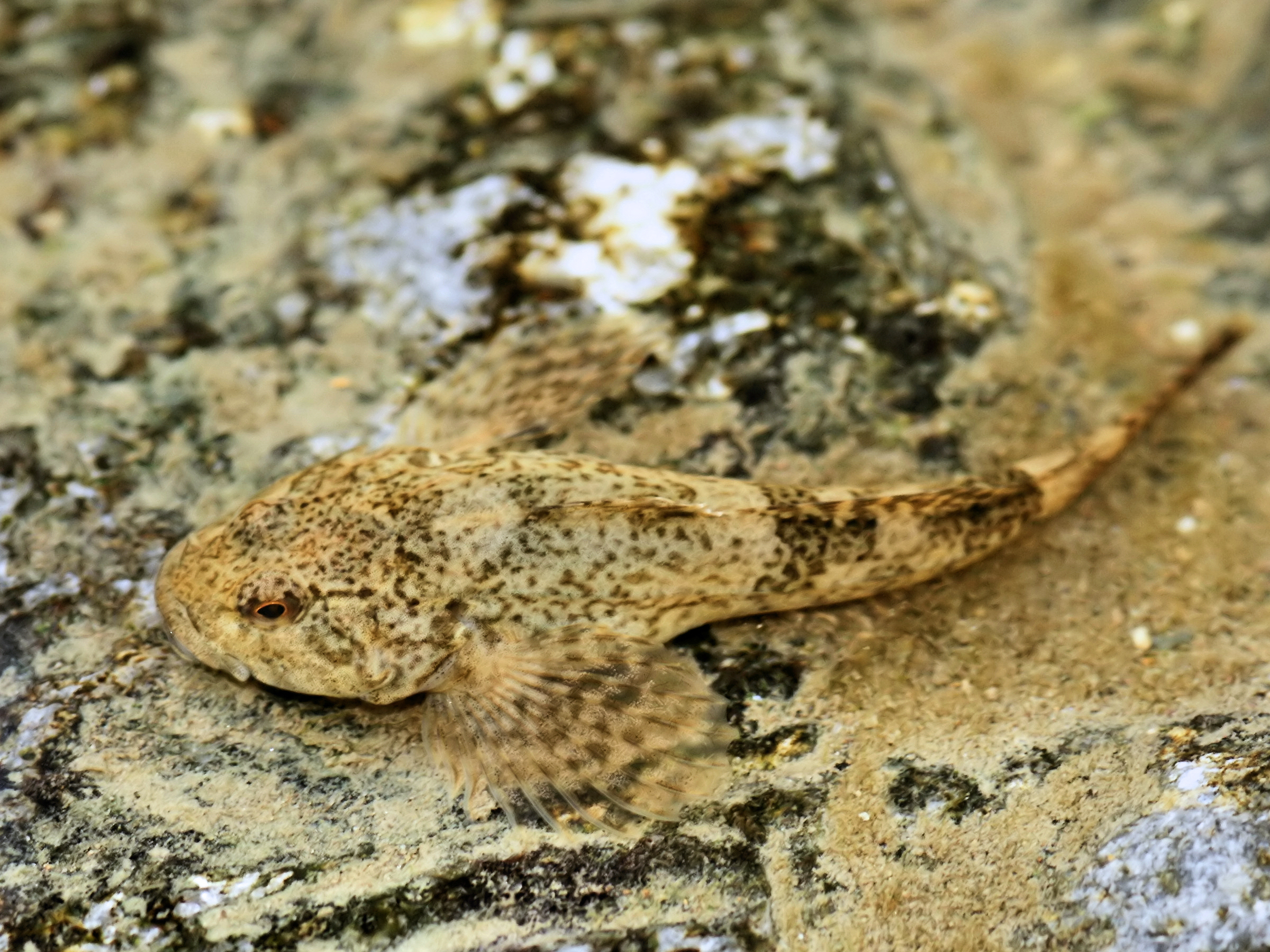
Głowacz białopłetwy

### Zwierzęta
Pod względem fauny opisywany obszar w większości nie różni się od innych terenów wchodzących w skład Sudetów, jednak ze względu na duże zalesienie i mała gęstość zaludnienia terenów, populacje poszczególnych gatunków są na ogół większe. Wśród ssaków występują: jeleń i sarna, dzik. Poza tym spotkać można tutaj lisa, kunę leśną, jeża, koszatkę leśną, wiewiórkę rudą i borsuka. Spośród drobniejszych zwierząt żyją tutaj: nornica ruda, orzesznica oraz kilkanaście gatunków nietoperzy. Występuje też miedziobrunatny ślimak nadobny i pomrów błękitny. W niewielkim jeziorku w Jaskini Radochowskiej stwierdzono obecność małego skorupiaka, występującego w głównie tylko w Tatrach, czyli studniczka tatrzańskiego.
Spośród ptaków na terenie gminy spotyka się: jarząbka, sowę włochatą, pliszkę górską, drozda ozdobnego. Na uwagę zasługują gatunki zagrożone w skali kraju takie jak: m.in. kania ruda, sokół wędrowny i sóweczka. W pobliżu wód i w podmokłych miejscach żyje m.in. traszka górska, zaskroniec i jaszczurka żyworodna. W czystych wodach Białej Lądeckiej bytuje pstrąg (potokowy i tęczowy). Dwie gatunki ryb na terenie gminy są objęte całkowitą ochroną gatunkową. Są to: głowacz pręgopłetwy oraz głowacz białopłetwy.

## Symbole gminy
Głównym symbolem gminy jest jej herb. Obecny został ustanowiony 27 lipca 2015 roku. Herb przedstawia w polu czerwonym lwa srebrnego, wspiętego, skierowanego w prawo (heraldycznie), z rozdwojonym ogonem, z uzbrojeniem złotym, w takiej też koronie.

## Gospodarka
Według danych z roku 2005 gmina Lądek-Zdrój ma obszar 117,4 km², w tym:
- użytki rolne: 43%
- użytki leśne: 49%

Gmina stanowi 7,14% powierzchni powiatu.

## Demografia

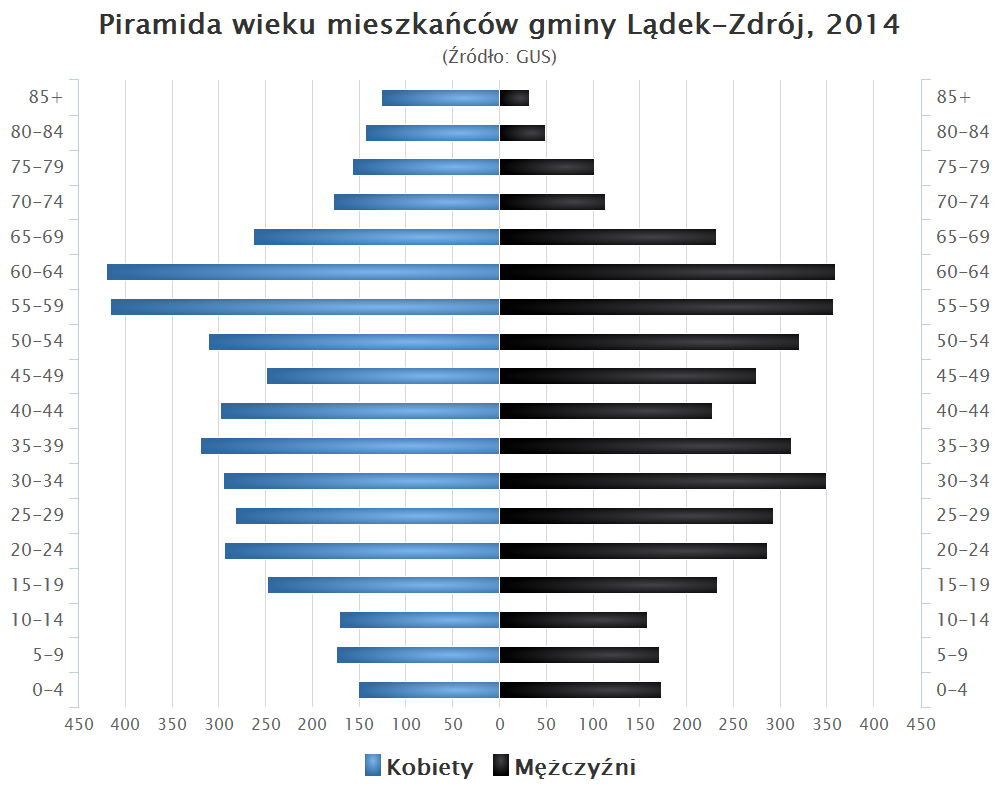
Piramida wieku mieszkańców gminy Lądek-Zdrój w 2014 roku

Dane z 31 grudnia 2006:
| Opis                              | Ogółem | Ogółem | Kobiety | Kobiety | Mężczyźni | Mężczyźni |
| --------------------------------- | ------ | ------ | ------- | ------- | --------- | --------- |
| Jednostka                         | osób   | %      | osób    | %       | osób      | %         |
| Populacja                         | 8741   | 100    | 4621    | 52,9    | 4120      | 47,1      |
| Gęstość zaludnienia [mieszk./km²] | 74,5   | 74,5   | 39,4    | 39,4    | 35,1      | 35,1      |

## Edukacja

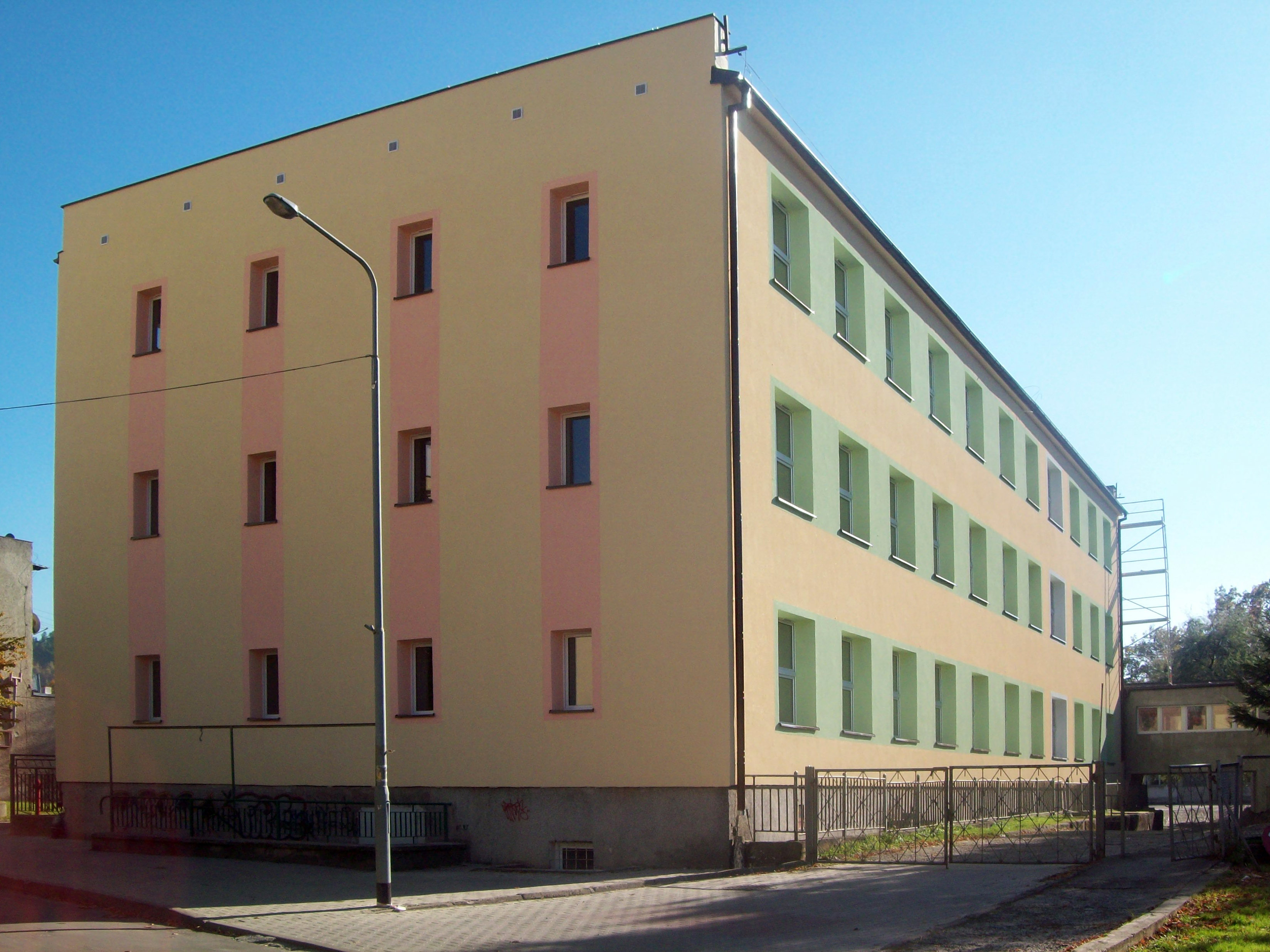
Szkoła Podstawowa nr 1 w Lądku-Zdroju

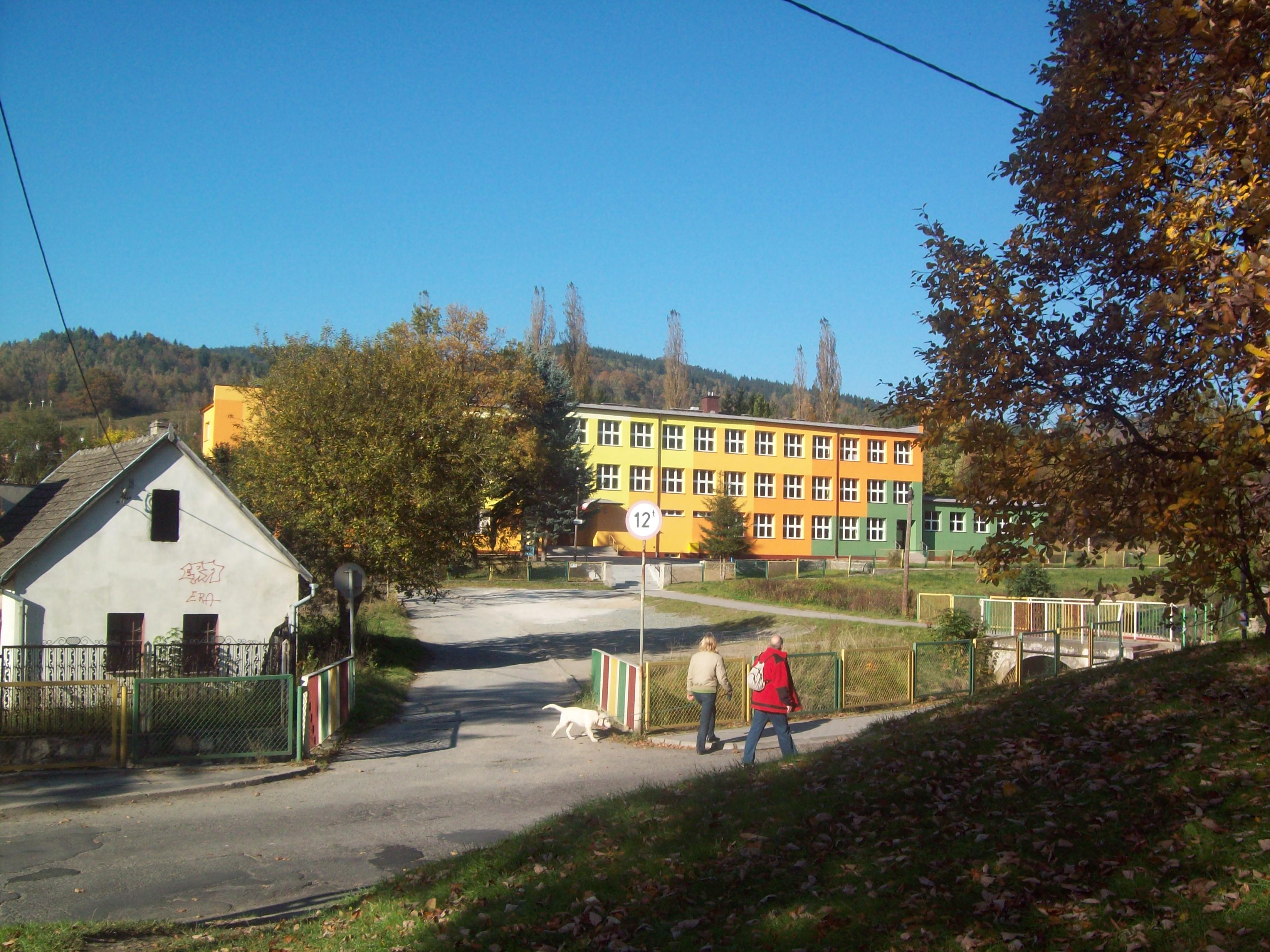
Gimnazjum Publiczne im. gen. Maczka w Lądku-Zdroju

Gmina Lądek-Zdrój pod względem wykształcenia jej mieszkańców nie odbiega od innych terenów powiatu kłodzkiego. Osoby z wykształceniem wyższym stanowią około 7% całej populacji w gminie. Najwięcej mieszkańców posiada wykształcenie podstawowe (33,1%) i średnie zawodowe (23%).

### Przedszkola i szkoły podstawowe
W gminie funkcjonuje jedno przedszkole, które znajduje się w Lądku-Zdroju przy ul. Paderewskiego 2. Według danych z 2004 roku uczęszczało do niego 131 dzieci, w tym 86 sześciolatków, co w stosunku do lat 90. XX wieku oznacza, że liczba przedszkolaków uległa zmniejszeniu. Przy szkole podstawowej w Trzebieszowicach działa oddział przedszkolny dla dzieci 6-letnich, do którego uczęszczało w tym samym roku 22 dzieci.
Na terenie gminy do 1999 roku funkcjonowały 3 szkoły podstawowe oraz ich trzy filie. Od 2004 roku działają już tylko dwie szkoły, do których uczęszcza łącznie 660 uczniów (stan na 2003). Są to:
- Szkoła Podstawowa nr 1 im. Janusza Korczaka, Lądek-Zdrój, ul. Kościelna 31
- Szkoła Podstawowa im. Wincentego Witosa, Trzebieszowice.

### Gimnazja
W wyniku reformy szkolnictwa w 1999 roku na terenie gminy utworzono jedno gimnazjum – Gimnazjum Publiczne im. gen Stanisława Maczka, które ma swoją siedzibę przy ul. Zamenhofa 2 w Lądku-Zdroju. Powstało ono w wyniku przekształcenia dotychczasowej Szkoły Podstawowej nr 2. Naukę kontynuuje w nim 359 uczniów (stan na 2004).

### Szkolnictwo ponadgimnazjalne
W stolicy gminy funkcjonuje Liceum Ogólnokształcące im. Andrzeja Zawady (dawniej im. Lucjana Szenwalda), położone przy ul. Polnej 2. Jego organem prowadzącym był w latach 1999–2003 powiat kłodzki. Od 2004 roku jest ono prowadzone przez gminę (przejęcie miało zapobiec zajęciu placówki przez władze powiatowe, w ramach ograniczania sieci placówek edukacyjnych). Uczęszcza do niego 188 uczniów.

## Samorząd

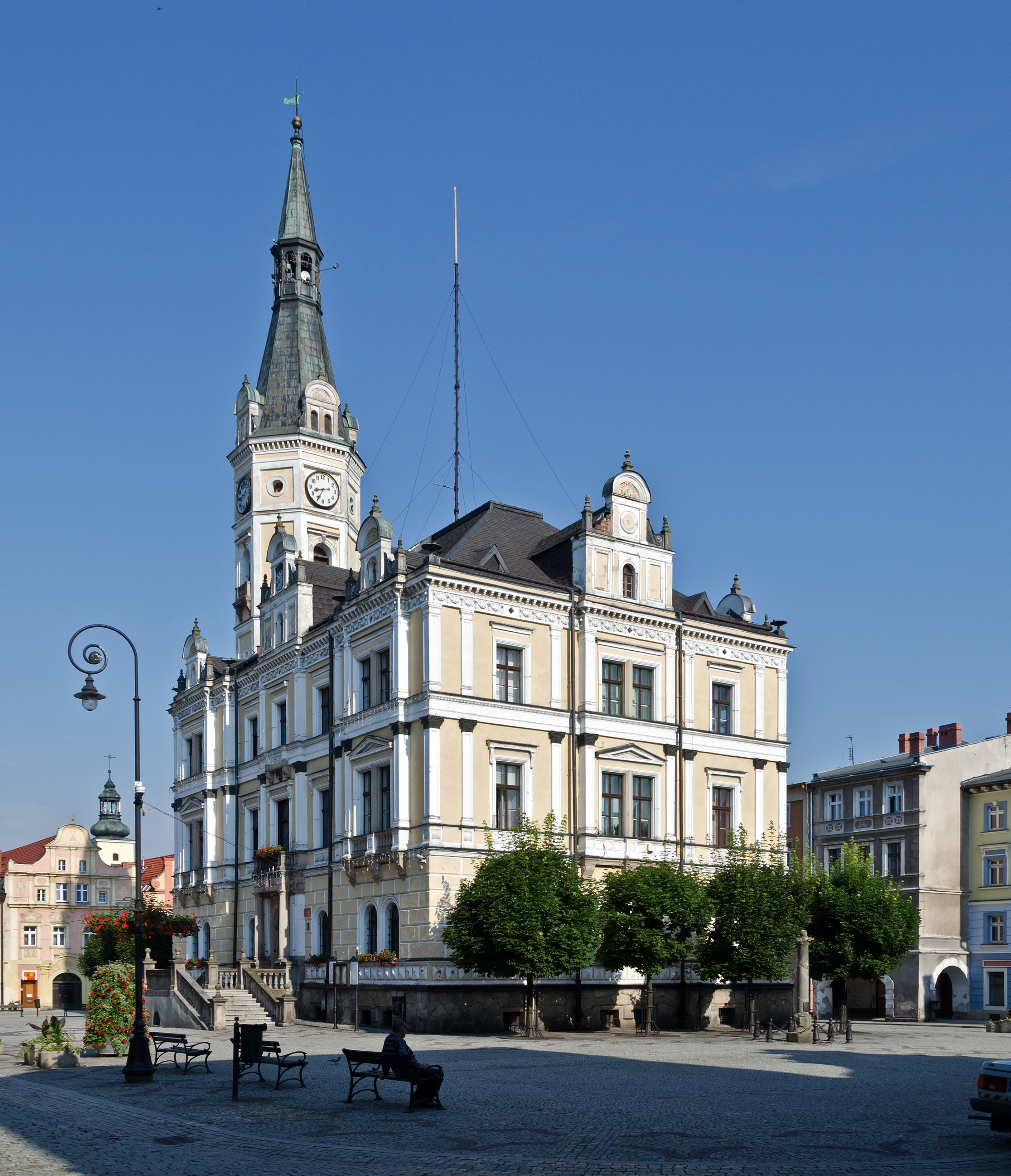
Ratusz w Lądku-Zdroju, siedziba władz miejskich

W skład gminy wchodzi miasto Lądek-Zdrój i 11 wsi,  w których utworzono 9 sołectw: Lutynia, Kąty Bystrzyckie, Konradów, Orłowiec, Radochów, Skrzynka, Stójków, Trzebieszowice, Wojtówka.

### Władze gminy
Mieszkańcy gminy wybierają do rady miasta 15 radnych w  jednomandatowych okręgach wyborczych. Organem wykonawczym władz jest burmistrz. Siedzibą władz gminy jest ratusz w Lądku-Zdroju, znajdujący się pod adresem Rynek 31.
Burmistrzowie Lądka-Zdroju (od 1990):
- 1990–1994: Janusz Chrzan
- 1994–1998: Adam Szmidt
- 1998–2002: Kazimierz Szatan
- 2002–2010: Adam Szmidt
- 2010–2014: Kazimierz Szkudlarek
- 2014–2024 Roman Kaczmarczyk
- od 2024: Tomasz Nowicki[1]

Mieszkańcy gminy Lądek-Zdrój wybierają parlamentarzystów do Sejmu z okręgu wyborczego Wałbrzych, a do Senatu z okręgu wyborczego dzierżoniowsko-kłodzko-ząbkowickiego, zaś posłów do Parlamentu Europejskiego z dolnośląsko-opolskiego okręgu wyborczego z siedzibą we Wrocławiu.

## Religia

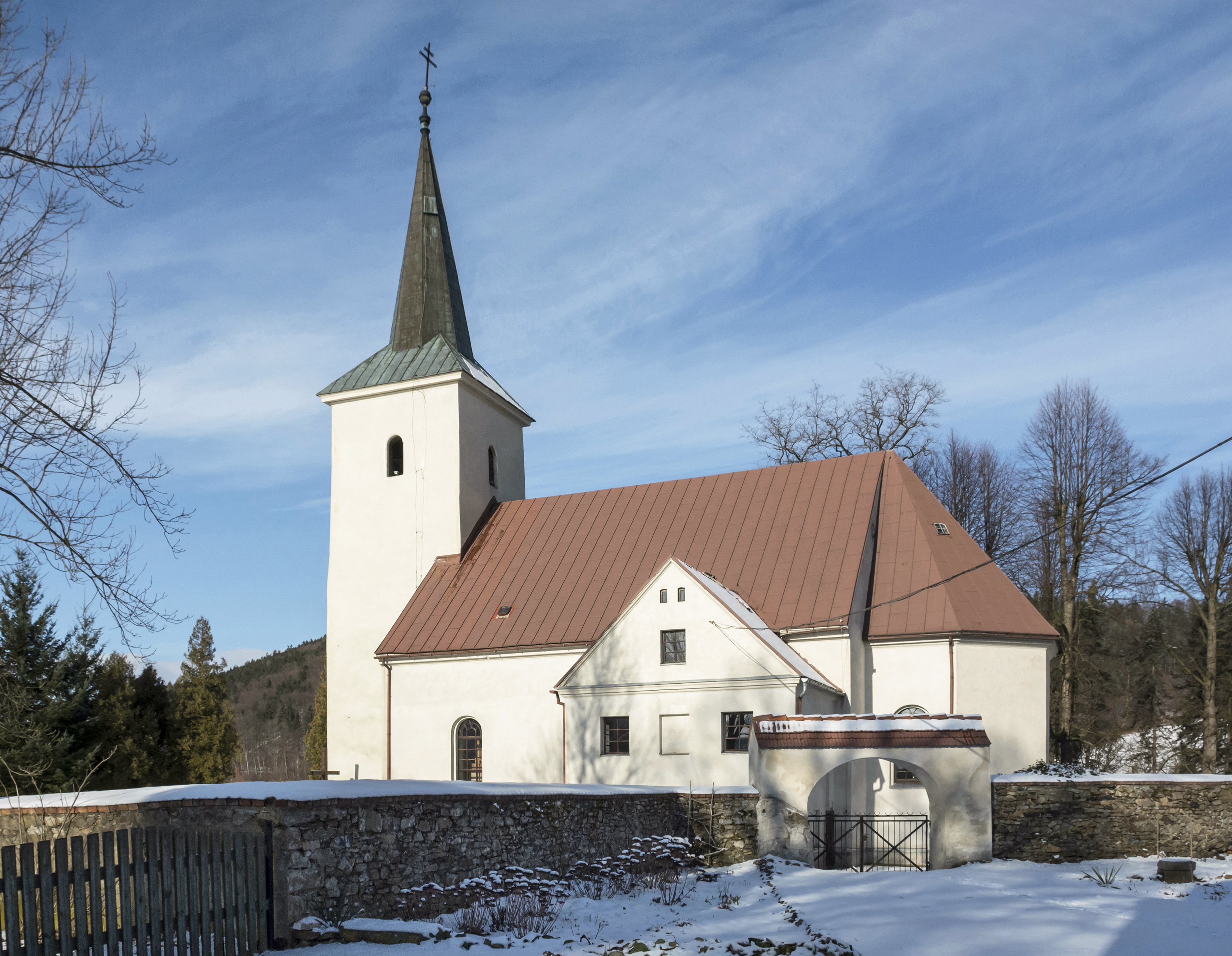
Kościół św. Mikołaja w Radochowie

### Kościół rzymskokatolicki
Na terenie gminy swoją działalność prowadzi głównie Kościół katolicki, który jako jedyna wspólnota religijna posiada na jej terenie swoje parafie, wchodzące w skład dwóch dekanatu lądeckiego, należących do diecezji świdnickiej:
- parafia Narodzenia NMP → Lądek-Zdrój
  - kościół Narodzenia NMP w Lądku-Zdroju
  - kościół Najświętszej Maryi Panny w Lądku-Zdroju
  - kaplica św. Jerzego w Lądku-Zdroju
  - kościół św. Katarzyny Aleksandryjskiej w Kątach Bystrzyckich
  - kościół św. św. Jana Nepomucena w Lutyni
  - kościół św. Antoniego w Wojtówce
  - kościół św. św. Karola Boromeusza we Wrzosówce
- parafia św. Mikołaja → Radochów
  - kościół św. Mikołaja w Radochowie
  - kościół Podwyższenia Krzyża Świętego w Konradowie
  - kościół św. Sebastiana w Orłowcu
- parafia św. Andrzeja → Trzebieszowice
  - kościół św. Andrzeja w Trzebieszowicach
  - kościół św. Bartłomieja w Skrzynce

### Świadkowie Jehowy
- Zbór Lądek-Stronie[36]